# ネプチューン・キング
ネプチューン・キングは、ゆでたまごの漫画『キン肉マン』およびその続編『キン肉マンII世』に登場する架空の人物。またその変装であるビッグ・ザ・武道（ビッグ・ザ・ブドー）についても解説。

## 主な特徴
初登場は、夢の超人タッグ編「逆転へのかけ!!の巻」。古代超人界最強の男と呼ばれ、数十万年もの間テームズ川で自分の遺志を継ぐものを待っていた完璧超人首領。戦いの基本は殺すか殺されるかという信念を持っており、ソード・デスマッチといった残虐な試合方法を考案した。その強さの真の源泉はマグネット・パワー（地球パワー）によるものであり、地球の自転を逆転させることで時間さえも過去に戻すことができる。キン肉マンとの戦いで胸に前方後円墳のような形のアザ（＝アポロン・ウィンドウ＝地球の鍵穴）が現れていた。
当初は剣道の仮面と防具に身を隠し、完璧超人ネプチューンマンの忠実な付き添い人ビッグ・ザ・武道として、ネプチューンマンを影から操り、宇宙超人タッグ・トーナメントに参加。1000人の弟子を持っており、彼らと共に正義超人の追放および地球征服を目的としていた。ネプチューン・キングとしての正体を現してからの口癖は「グロロ〜」となる。
本作において初めて正体を隠すために着る仮の肉体「オーバーボディ」の概念を持ち込んだキャラクターであり、オーバーボディの発案者でもある。当初は十字架の描かれた黒い三角頭巾と黒マントを被り、その下にはサングラス状のマスクを被ったボディ、さらにその下にはビッグ・ザ・武道のボディがあり、またさらにその下にネプチューン・キングのマスクを付けており、4つものマスクを被っていた。ビッグ・ザ・武道の剣道着は原作では上着から袴は緑色、防具は白。アニメでは上着から袴は紺色、防具は赤になっている。素顔はミイラのような年寄で、保湿保温のためにオーバーボディを多くまとっている。剣道着を着ているのはザ・マンへの憧れから。
テリーマンから「鋼鉄のスーツに身を包み一見完璧さを装っているが中身は虚栄と私欲に満ちたミイラ」と評され、実際に完璧超人首領を騙っていただけでなく、モンゴルマンの金網恐怖症を利用して痛めつけたり呪いの人形を使ってザ・マシンガンズを仲間割れさせるなど、完璧・無量大数軍や完璧超人始祖が否定している弱点を突く行為や完璧超人の掟に反する凶器攻撃まで行った。完璧超人始祖のサイコマンからは「調子に乗った小悪党」「最低の小物」と蔑まれ、本人もアースエネルギー（地球エネルギー）に見放されると下等超人と変わらないと認めている。
作者のゆでたまごは、連載当時のネプチューン・キング（ビッグ・ザ・武道）の扱いには、かなり困っていたそうである。当初のデザインは様にならなかったとして翌週には早くも姿を変更。しかしその姿も剣道着を着けただけのオッサンにしか過ぎず、キャラが立っていないと嘆いた。終盤にはネプチューン・キングとして、非道の限りを尽くすも「やっとキャラが立ったと思ったらこんな形で、ネプチューンマンは改心して人気出たけど、キングはあそこまで悪いとキツイ」と語り、最後まで改心させずに悪役に徹してもらったという。「ネプチューンマンの相棒が決まらず、苦し紛れに剣道の防具を着けたまま出したが、クロス・ボンバーでやっとキャラが確立できた」とも語られている。その試行錯誤の甲斐あって、後年のゲームなどで描き下ろしたビッグ・ザ・武道のイラストなどは「凄くカッコ良い」と気に入っており、「よくぞここまで成長してくれたと、今になって思う」と述べている。後にフィギュア製作メーカー「CCP」によるビッグ・ザ・武道のフィギュアを見た作画担当の中井義則は「こういう表現の仕方があったか」とインスピレーションを受け、「今ならもっとカッコいい武道が描ける」という自信と欲求が沸き、ビッグ・ザ・武道に似た姿の別の新超人ストロング・ザ・武道の誕生に繋がった。

## 『キン肉マン』でのネプチューン・キング

### 過去〜喧嘩男との遭遇
十万年前、あまりの強さを誇っていたネプチューン・キングは世間から抹殺されテームズ川へ自殺を図ったように見せかけ、密かに同じ境遇の弟子を天上界に集め、修行を行っていた。
その十万年後、ビッグ・ザ・武道に姿を変え、テームズ川にて自身の遺志を継ぐものを待ち続けていた。キング同様、あまりの強さに身投げした喧嘩男の実力を試し、ネプチューン・マスクを授けネプチューンマンへと転身させ、パートナー兼部下にする。その後、下等超人が醜い素顔を隠すためや、単なるファッションとして付けている覆面をネプチューンマンと共に次々と剥ぎ続ける。
アニメでは「正統派超人」の長老セメントスに育てられていたネプチューンマンに、氷山の一角に思念を宿らせ対話。地球に赴き正義超人を倒し、神にもっとも近いといわれる完璧超人の道を示すことでネプチューンマンを弟子に引き込んだ。甘言の際、直接姿を見せてはいないが、セメントスにはネプチューン・キングであると見破られていた。

### 夢の超人タッグ編
ネプチューンマンとのタッグチーム「ヘル・ミッショネルズ」を結成し、宇宙超人タッグ・トーナメントに参加する。当初はフードをかぶり、正体を隠していた。完璧超人の先発隊として1回戦第2試合にスクリュー・キッドとケンダマンを送り込むが、2000万パワーズ（モンゴルマンとバッファローマン）に敗北。敗北と凶器攻撃という完璧超人の掟を犯した2人に制裁を加えることをネプチューンマンが宣言し、生き残りの条件としてその場で2人と対戦となり2人の地獄のねじ回し（アニメでは、スクリュー・キッドの四点スクリュー責め）からネプチューンマンを庇う。その際、オーバーボディはひび割れ砕け散るが、スクリュー・キッドも全身がひび割れて（アニメでは武道がスクリュー・キッドの全身にエネルギーを流し込んで粉砕し、その直後にオーバーボディが弾け飛んだ）砕け散った。その直後、ケンダマンはパートナーの死に恐怖して逃亡を図るが、ネプチューンマンにより殺害された。
1回戦第3試合では超人師弟コンビ（ロビンマスクとウォーズマン）と戦う。武道はヘル・ミッショネルズの先陣を切るが、ロビンマスクの作戦により新技ロビン・スペシャルを受けてネプチューンマンと交代。その後、助けに入ったウォーズマン、体力を消耗したロビンマスクをネプチューンマンとの合体技「クロス・ボンバー」によってKOした。2人はマスクを奪われ素顔を晒し、武道は2人を場外に投げ落とした。
準決勝第1試合の、マッスル・ブラザーズ（キン肉マンとキン肉マングレート）対はぐれ悪魔超人コンビ（アシュラマン、サンシャイン）では、2000万パワーズと共にランバージャック・デスマッチの囲みに加わる。敗れた悪魔超人コンビの入ったゴンドラを竹刀で打ち落とし、助けに入ったキン肉マンを妨害、アシュラマンの三面を奪い、ネプチューンマンがサンシャインを殺害した。この際にアシュラマンたちが所持していた呪いの人形を発見し、仲直りしかけていたキン肉マンと2000万パワーズが人形同士の距離が開いた途端に再び険悪となったのを見て、これを箱ごと奪う。アニメではキン肉マンたちが箱と人形に険悪の原因があると気づき、アシュラマンを問い詰めたことで発覚。キン肉マンたちより先に箱と人形を手にし、そのまま奪い取った。
準決勝第2試合は2000万パワーズと金網・有刺鉄線デスマッチ（バーブド・ワイヤー・フェンス・マッチ）で戦う。モンゴルマンが金網に恐怖心を持っていることに気付くと、破り取った金網にモンゴルマンを閉じ込めトラウマを利用して攻め立てるなど、あまり戦わなかった1回戦以上の活躍を見せた。また、磁力を操る「マグネット・パワー」を披露。モンゴルマンのマスクを奪い、さらに助けに乱入したキン肉マンの左腕をも切断した。その治療にはバッファローマンのロングホーンが使われたことから、1000万パワーが宿ったことを決勝戦2本目の途中で言い当てている。
決勝戦のマッスル・ブラザーズとの3本勝負では、1本目でキン肉マングレートのマスクを10分で狩ることを予告。前夜にテリーマンの埋めたプリンス・カメハメの死体を会場のパイプ椅子に座らせ、それを見せることでグレートの正体がカメハメでないことを示しグレートを孤立させ、これを達成する。
2本目は時間制限付きでキン肉マンのマスク狩りを予告。しかし、仲間割れに見せかけエプロン下でキン肉マンのマスクを模した別のマスクを被ったテリーマンが身代わりに剥がれされることで予告は完遂されなかった。予告を遂行できず動揺するネプチューンマンを叱責し、暴行を加えた。その際に違和感を覚えたマシンガンズによりマスクをはがされ、完璧超人の真の首領・ネプチューン・キングであることが明かされた。同時に、完璧超人の目的が正義超人の追放、地球の支配であること、既に弟子たちが侵略のために地球に向かっていることも告げられた。正義超人を追放した暁には、キン肉マンのマスクを被ることを望んでいた。正体を現してからは完璧超人の掟を恣意的に扱い、凶器攻撃をも辞さないファイト（本人曰く「時と場合による」）を見せ、ネプチューンマンからも反感を買うことになる。
呪いの人形から解放されたキン肉マンの友情パワーに微塵も動揺せず、ロビンマスクには「ついにキン肉マンのクソ力を越える超人が現れたか」と評された。バッファローマンの助言や、力尽きた正義超人に護られるキン肉マンを「弱い者同士肩を寄せ合ってる未熟者」と挑発する。だが逆に「地球から放出されるエネルギーに頼らなければ何もできない下等超人」と図星を突かれ動揺し、胸にアポロン・ウィンドウを浮かび上がらせマグネット・パワー封印のヒントを与える。チームワークの乱れたヘル・ミッショネルズはマグネット・パワーを封印されたことにより、マッスル・ドッキングを引き離すことができず敗北した。この時点での白星は一対一だったが、3本目は双方これまでのダメージが蓄積し、ダウンした状態での開始となった。開始直後にカウントが始まり、ヘルミッショネルズは立ち上がろうとするがマッスル・ドッキングの威力は凄まじく、再びダウンして10カウント・ノックアウト負けを喫し、結果的に一対二で敗れることとなった（アニメでは2本目のダウンから立ち上がることができず、3本目は不可能だと委員長に判じられマシンガンズの勝利が宣言されたため、この描写はなかった）。
ネプチューン・キングはマスクが割れ、屈強な肉体に反してミイラのようになった素顔を晒し、もはや弟子たちを止める術は無いことを告げて絶命する。その後、キン肉マンたちの友情パワーに感服したネプチューンマンが、自らの敗北を知らせる「人狼煙」として、爆薬を飲み込んで宇宙で爆死した。これにより、完璧超人首領の敗北を知った完璧超人軍団は退散した。

### キン肉星王位争奪編
冒頭の邪悪の神の話し合いの中、死体の姿で登場。このときの会話で、超人強度が5000万パワーであることが判明している。
その後、同じ完璧超人のジ・オメガマンがネプチューンマンと交戦中、処刑した亡霊超人をコレクションしておく背中の巨大指に現われる。敵として相対したネプチューンマンを超人墓場に誘いながら噛みつくが、キン肉マンとネプチューンマンの巌流島コンビのクロス・ボンバーにより首を狩られた。

### 完璧超人始祖編
死亡しているため、回想のみの登場。宇宙超人タッグ・トーナメントの凶器攻撃の時点で、完璧超人幹部の座から脱落したことが語られる。
元々は完璧・無量大数軍の古参の一人で、“完傑”の異名を持っていた。完璧超人始祖の一人であるサイコマンの弟子であり、期待をされてマグネット・パワーの使い方を伝授されるなど目を掛けられていたが、力を身につけたことにより慢心したため、無量大数軍の権利を剥奪されている。その後、サイコマンのもとを離れ、自分と同じ境遇の超人たちを弟子として迎え入れ、独自の勢力を拡大していった。完璧超人の首領を自称し、独断で地上侵攻を企てた挙句下等超人に敗れて死んだことで、サイコマンからは「最低の小者」と呼ばれている。ネプチューン・キングは完璧・無量大数軍たちも、勝手に弟子と呼んでいたことも判明した。

### 主要対戦成績
- タッグマッチ
  - ○超人師弟コンビ（ロビンマスク / ウォーズマン、クロス・ボンバー）
  - ○2000万パワーズ（モンゴルマン / バッファローマン、クロス・ボンバー）
  - ×マッスル・ブラザーズ→ザ・マシンガンズ（キン肉マン / キン肉マングレート→テリーマン、3本勝負で1-2）
    - ○1本目（クロス・ボンバー） - マッスル・ブラザーズ
    - ×2本目（マッスル・ドッキング） - ザ・マシンガンズ
    - ×3本目（10カウントノックアウト） - ザ・マシンガンズ

## 『キン肉マンII世』でのネプチューン・キング
悪行超人軍団d.M.p（デーモン・メイキング・プラント）設立当初の回想で完璧超人首領として登場しているが、d.M.p崩壊前後での首領は麒麟男となっており、その後の詳細は不明。アニメでは登場せず、終始麒麟男が役目を担っている。

## 得意技

### シングル技
喧嘩ボンバー
左腕での強烈なラリアット。ネプチューンマンの得意技だが、武道も使用可能。
制裁突き
持っている木刀で相手の喉元を突く。名前はゲーム『キン肉マン ジェネレーションズ』より。
作中ではサンシャインへの制裁に使用。『キン肉マン マッスルグランプリ2』でネプチューン・キングの状態になると、鉄柱を使用する。
武道爆裂キック
巨体を生かした飛び蹴りを相手に食らわせる。作中ではトーナメントマウンテンの壁に穴を開け、そこからマグネット・パワーで富士山の砂鉄を吸い寄せるために使用。
武道の一喝
『キン肉マン マッスルグランプリ2』で命名。背負い投げを喰らわせた後、腹にパンチを叩き込む。動揺したネプチューンマンに使用した。
メガトン・キング落とし
相手をリバース・フルネルソンの体勢にして空中に舞い上がり、相手を逆さまにすると同時に相手と自分の両足の裏を合わせて落下、体重をかけて頭から地面に叩きつける。作中ではネプチューンマンに空中高く放り投げてもらってから放つツープラトン技として使用した。
ロビンマスクやキン肉マンからも「完璧な技」と称されている。
『キン肉マン 77の謎』ではこの技の破壊力を増すため、「オーバーボディを重ね着していたのでは?」と指摘されていた。
磁気スープレックス（『マッスルグランプリ2』では「磁気嵐スープレックス」）
マグネット・パワーで相手を引き寄せ、ジャーマンスープレックスを決める。作中では、ネプチューンマンと共に使用した。
磁気嵐ドライバー
磁気スープレックスと同様の原理で、ツームストンドライバーを決める。

### タッグ技
クロス・ボンバー
ひとりの超人に対し前後から喧嘩ボンバーで挟むように打撃を加える技。マグネット・パワーで両者が引き合うことで高い威力を生み出し、逆に力をセーブしないとマスクだけでなく首ごと切断してしまうほどの威力を誇る。
武道は、主に相手の後ろ側を務めていた。完璧超人始祖であるサイコマンのマグネティカ・ボンバーをヒントにした技。
磁気嵐クラッシュ
片方の相手を地上でベアハッグに捕らえると同時に、もう片方の相手を空中でパイルドライバーに捕らえ、その頭部どうしをマグネット・パワーの作用により激突させる技。この技でロングホーン・トレイン、マッスル・ドッキングを返した。
ハイジャック・パイル・ドライバー
ネプチューンマンがダブルアーム・スープレックスの体勢から相手を逆さまの状態にして、武道が相手の足をつかみそのままキャンバスに叩きつける。
マスク・ジ・エンド
相手の頭を両足で挟みこみ、その頭を軸に回転することにより徐々に相手のマスクを削り取っていく技。その様子がリンゴの皮むきのように見えるため、通称「アップル・シェイバー」とも呼ばれる。
地球大逆転
相手の頭を挟まないマスク・ジ・エンドの体勢から逆回転することにより、地球の自転を反転させ、時間を元に戻す。
サンダー・サーベル
リングの鉄柱にリングロープを巻きつけインスタントモーターを作り、それを使用し自分の電磁力パワーを上空に舞い上げ雷雲を生み出し、そこで発生した稲妻を武器として用いる。サンダー・サーベルを十字に組んで相手に突っ込む「死の十字架」と呼ばれる技もある。
ネプチューンマン曰く「完璧超人最大の秘密兵器」。師匠であるサイコマンもこの技を使用できる。

## プロフィール
- 分類 - 完璧超人
- 出身地 -  日本[18]
- 身長体重 - 290cm 320kg[18][19]
- 超人強度 - 5000万パワー[20][19]
- 年齢 - 不明[18]
- 好物 - 寿司[21]

### 異名
- ネプチューン・キング
  - 覆面の狩人[21]
  - 強大なる闇の支配者[22]
  - 完璧超人の首領（ドン）[23]
  - 私欲に満ちた老将[24]
  - 完璧なる支配者[24]
  - 悪に満ちた異端老者[24]
  - 強大なる闇の支配者[24]
  - 完璧謳う虚栄の王[24]
- ビッグ・ザ・武道
  - 死をも恐れぬ忠実なる兵隊[23]
  - 忠実なる覆面狩人[25]

### 肩書き
- 元完璧・無量大数軍“完傑”[1]

## 声優
北川米彦
- テレビアニメ『キン肉マン』
- ゲーム『キン肉マン マッスルグランプリ2』

太田真一郎
- ゲーム『キン肉マン ジェネレーションズ』

川島明（麒麟）
テレビアニメ『キン肉マン 完璧超人始祖編』

## テーマソング
覆面の狩人
歌 - 宮内タカユキ / セリフ - 北川米彦（ビッグ・ザ・武道） / 作詞 - 森雪之丞 / 作曲 - 小林克己 / 編曲 - 松井忠重

## コンピュータゲーム
『キン肉マンII世 超人聖戦史』ではビッグ・ザ・武道名義で登場。主人公の正悪を示す属性ゲージが一定値であれば仲間にできる。また、主人公が日本出身であり特定の条件を満たしてあれば弟子入りすることも可能。「メガトン・キング落とし」を習得できる。主人公が選んだルートにより扱いが分かれる。以下にそれを示す。
正義ルート
原作同様。2000万パワーズが主人公のチームに倒されているため、準決勝で戦うことになる。
中立ルート
主人公が乱入していた場合、マッスル・ブラザーズが主人公のチームに倒されているため、決勝戦で戦うことになる。
悪行ルート
部下を引きつれ地球に襲来し、悪魔超人に戦いを挑む。ヘル・ミッショネルズとして主人公のチームと戦う。
『キン肉マン ジェネレーションズ』など『キン肉マンII世』以後のゲームでは、タッグチームを組むキャラクターによっては特定のチーム名が付けられる。以下にそれを示す。
- ヘル・ミッショネルズ - ネプチューンマン
- マーヴェラス・ジェネラルズ - 悪魔将軍
- ブラッド・アソシエーション - スクリュー・キッド（ビッグ・ザ・武道時のみ）
- ブラッド・アグリーメント - スクリュー・キッド
- バッド・アソシエーション - ケンダマン（ビッグ・ザ・武道時のみ）
- バッド・アグリーメント - ケンダマン

『キン肉マン マッスルグランプリ2』では2007年8月31日から使用可能となった。2Pカラーでネプチューン・キングになる。